# Église Saint-Laurent de Verpel
L'église de Verpel est l'église paroissiale de la commune de Verpel, dans le département des Ardennes. Cette église fortifiée fait l’objet d’un classement au titre des monuments historiques depuis 1846.

## Description
Cette église a été munie d'un système défensif constitué notamment de bretèches surplombant chaque fenêtre et de canonnières aménagées à la base des murs. Les bretèches étaient servies de l'intérieur par un comble, placé au-dessus des voutes des bas-côtés, volontairement surbaissées. On accédait à ce comble par un escalier à vis placé dans la tour hexagonale flanquant l'angle nord de la façade. Cette tour hexagonale est également percée de canonnières. Le comble n'existe plus, la toiture ayant été modifiées. Les canonnières, à bouches rectangulaires, étaient elles directement servies de l'intérieur de l'église. Les murs sont renforcés de puissants contreforts.
Le portail occidental possède une ornementation (rinceaux et moulures) de style Renaissance. Les trumeaux et les piédroits de la porte sont munis de dais de même style. Un décor sculpté de gargouilles et autres animaux peut être constaté sur les rampants du pignon de la façade, la corniche du toit et celle de la tour hexagonale.
À l'intérieur, la nef de quatre travées a un certain volume. Les nervures anguleuses des voutes retombent en pénétration dans des piles constituées de quatre demi-colonnes accolées, formant un quadrilobe. Cette nef, et le transept, sont éclairés par des fenêtres ogivales à meneau. Les fenêtres de l'abside (à cinq pans) sont par contre à ogive trilobées avec colonnettes à chapiteaux à crochet,.

## Localisation
L'église est située au centre de la commune de Verpel, place de la Mairie, dans le département français des Ardennes.

## Historique
Certaines parties de l'église, dont la croisée de transept datent du XIIIe siècle. Autour de ces éléments s'est reconstruit au XVIe siècle une église fortifiée.
Depuis 1846, l'église est classée au titre des monuments historiques.